# Hurikán Milton
Hurikán Milton byl tropický cyklón, který se 5. října 2024 zformoval v Mexickém zálivu a o pět dní později zasáhl americký stát Florida. Tuto oblast přitom koncem září 2024 silně postihl hurikán Helene.
V noci na 9. října hurikán Milton rapidně zesílil na nejsilnější pátý stupeň. Poryvy větru měly podle propočtů dosahovat rychlosti až 320 km/h, což se vymyká i nejvyšší kategorii hurikánů. Ačkoli před úderem na americké pobřeží Milton zeslábl na 250 km/h, což ho řadí do maximálních hodnot pro čtvrtý stupeň, stal se i tak jedním z nejsilnějších zaznamenaných hurikánů v historii. Taktéž se stal jedním z mála hurikánů, které měly tlak pod hranicí 900 hPa. Naposledy se to stalo při hurikánu Wilma v roce 2005.

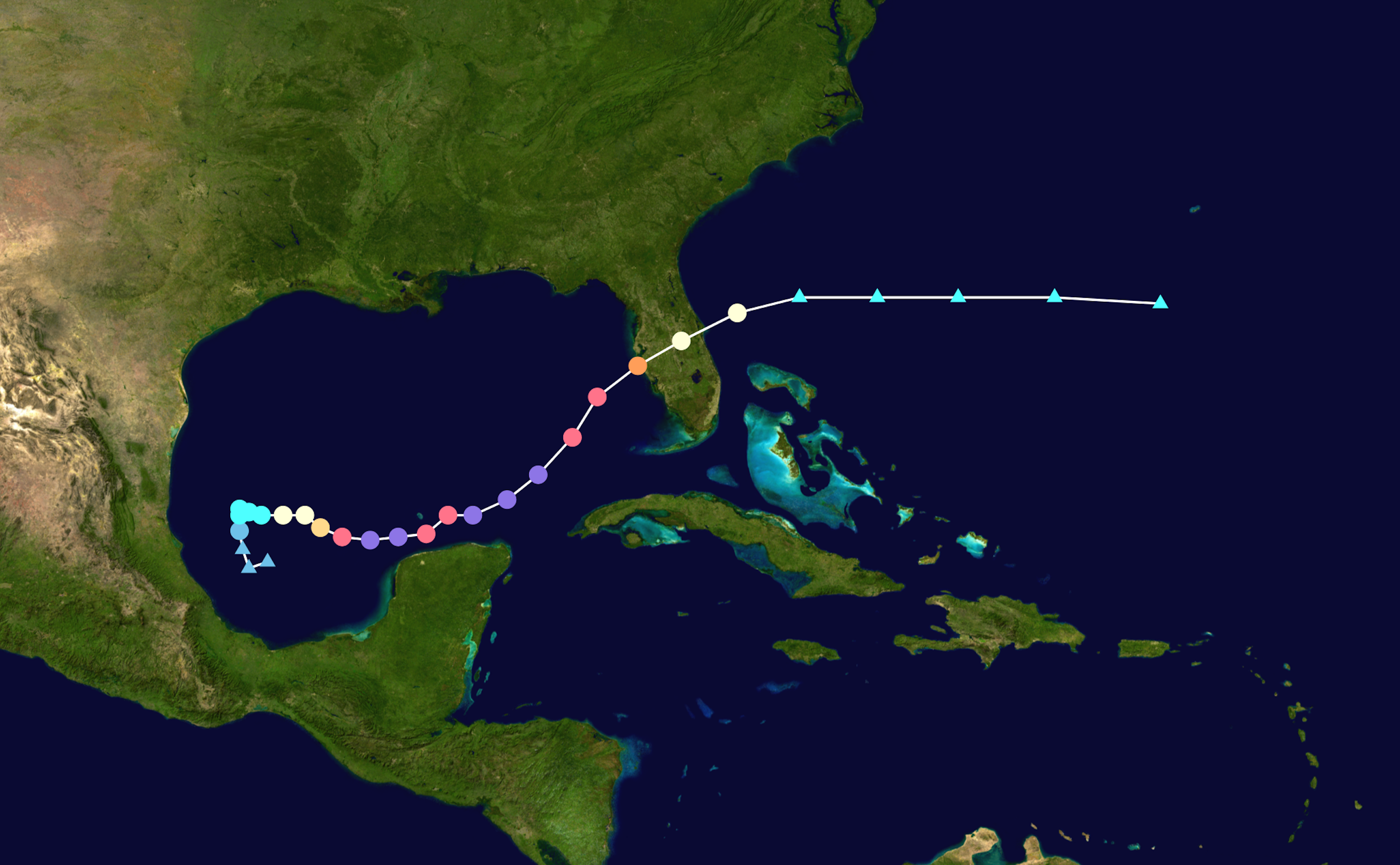
Trajektorie hurikánu Milton. Body označují jeho polohu v 6hodinových intervalech, barvy intenzitu podle Saffirovy–Simpsonovy stupnice

Floridu zasáhl v oblasti Siesta Key, asi 90 km jižně od Tampy. V tu chvíli měl sílu hurikánu 3. kategorie s odhadovanou maximální rychlostí větru kolem 195 kilometrů v hodině. Minimálně 27 lidí v důsledku extrémního počasí zemřelo. Přes tři miliony lidí zůstaly bez elektřiny. Nejvíce postižena byla města Naples, Fort Myers a St. Petersburg. 
Oko hurikánu Milton měřilo méně než 6,5 km v průměru, což je neobvyklé, protože běžně to bývá mezi 32 až 64 km. Podle výzkumů hurikány s menším okem bývají silnější a rychleji se může měnit jejich intenzita.
Blížící se hurikán přiměl statisíce obyvatel Floridy k odjezdu z domovů. Pro velkou část státu byl vyhlášen výjimečný stav.
Hurikán Floridu zpustošil především rozsáhlými povodněmi, na pobřežích bouřlivými přílivy a stál za vznikem několika desítek tornád, včetně silnějších.